# Kvalserien till Elitserien i ishockey 1990
Kvalserien till Elitserien i ishockey 1990 spelades 25 mars-5 april 1990 för att avgöra vilka lag som skulle få spela i Elitserien 1990/1991. Kvalserien bestod av fyra lag och sex omgångar. Modo Hockey försvarade sin plats i Elitserien, medan IK Vita Hästen, Rögle BK och IF Björklöven fick spela i säsongen 1990/1991.

## Sluttabell
| Nr | Lag            | S | V | O | F | GM | IM | MS  | P  |
| -- | -------------- | - | - | - | - | -- | -- | --- | -- |
| 1  | Modo Hockey    | 6 | 5 | 0 | 1 | 28 | 22 | +6  | 10 |
| 2  | IK Vita Hästen | 6 | 4 | 0 | 2 | 28 | 15 | +13 | 8  |
| 3  | Rögle BK       | 6 | 3 | 0 | 3 | 23 | 25 | −2  | 6  |
| 4  | IF Björklöven  | 6 | 0 | 0 | 6 | 15 | 32 | −17 | 0  |